# 松本亀吉
松本 亀吉（まつもと かめきち、1967年2月26日 - ）は日本の元ライター、コラムニスト。ライター時代は特殊会社員と自称した。

## 来歴・概要
大阪府豊中市生まれ。1987年、関西大学社会学部在学中にミニコミ『溺死ジャーナル』を創刊。太田出版の編集者、赤田祐一に見出され、1996年から『Quick Japan』のレギュラー・ライターとなる。
1997年から2003年にかけて『STUDIO VOICE』『週刊宝石』『BUZZ』など複数の雑誌でコラムを連載。その後も『CDジャーナル』『マンスリーよしもとPLUS』『サイゾー』などに寄稿。ライター活動と並行してアンダーグラウンドシーンに関わり、ライブイベントを企画、出演していた。
2011年4月25日、ライブストリーミングスタジオ「DOMMUNE」にてイベント「カメキチ・ミュージック・フェア」（出演は平賀さち枝、Negicco、豊田道倫＋久下惠生、クリトリック・リス）を開催。
2011年12月、アイドルグループPerfumeの楽曲使用をめぐりトラブルを起こし所属事務所に謝罪し、執筆活動を休止。普通の会社員に戻ると宣言。
2017年10月3日、6年6ヶ月ぶりに「DOMMUNE」にて『溺死ジャーナル』創刊30周年記念トークショーとイベント「カメキチ・ミュージック・フェア2」（出演は・・・・・・・・・、キングジョー、ウルトラファッカーズ、角矢胡桃、ハポン。、大森靖子）を開催。
2023年、自費出版のエッセイ集『溺死ジャーナル504』で第一回安田謙一文学賞を受賞。

## 人物
- 初期は過激な悪評や悪態をついたレビューが目立ち、単行本デビュー時のキャッチコピーは「無粋で無礼な青二才」。Cocco、Dragon Ash、フィッシュマンズ等のアーティストの作風を批判し、物議を醸した。
- ボアダムス結成時からの熱狂的ファンで「初期のライブはほとんど観ていた」と言う。

## 作品
- 歌姫2001（太田出版、2000年 ISBN 4872335481）
- 歩き出せ、クローバー（2019年）
- 溺死ジャーナルSupreme（2022年）
- 溺死ジャーナル504（2023年）
- PEACE PIECE（キングジョーとの共著、KingKong Citylights Productions、2024年）
- 溺死ジャーナル DIGITAL ZONING（2025年）